# Hassan ben Mohammed
Pour les articles homonymes, voir Moulay Hassan.
Moulay Hassan (en arabe : الحسن بن محمد en berbère : ⵍⵃⴰⵙⴰⵏ ⵓ ⵎⵓⵃⵎⵎⴷ), dit ultérieurement Hassan Ier (en arabe : الحسن الأول), né en 1836 à Fès et mort le 7 juin 1894 à Tadla, est un sultan alaouite du Maroc, qui a régné du 11 septembre 1873 à sa mort le 7 juin 1894.

## Biographie

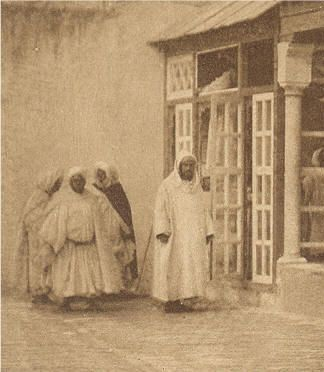
Hassan Ier à Meknès en 1887.

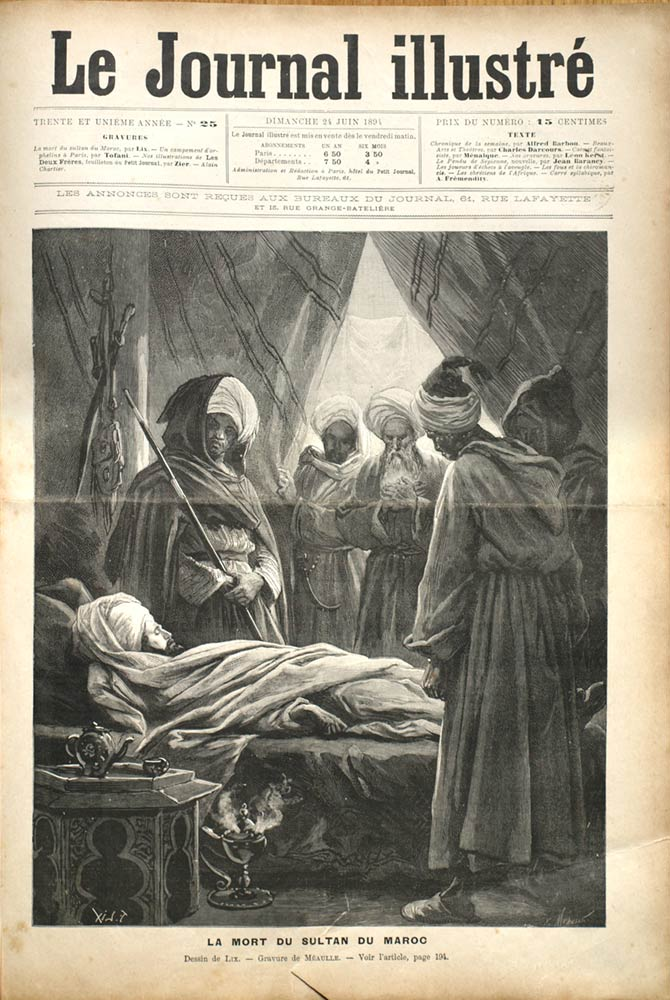
La mort de Hassan Ier, à la une du Journal illustré.

Hassan Ier est un sultan de la dynastie alaouite, il est le fils de Mohammed IV et de son épouse Lalla Safiya bint Maimun bin Mohammed. Son père le désigne comme son successeur et le prépare aux affaires avant de mourir en 1873. Il a alors 37 ans. Quelques révoltes  éclatent à son arrivée sur le trône, notamment à Fès qu'il doit assiéger, dans la région de Meknès et dans le Moyen-Atlas, pendant quelques mois,,.
Il s'emploie à maintenir la cohésion de son royaume par l'action politique, militaire ou religieuse, face aux menaces européennes sur sa périphérie, et aux rébellions internes. Il amorce des réformes. Il s'efforce de contenir les grandes tribus berbères et de s'assurer la fidélité des grands chefs du Sud. Il n'hésite pas à flatter des chefs locaux comme le cheikh maure Ma El Aïnin qui lui rendra la Bay'a, l'acte d'allégeance en droit islamique. Il tente de moderniser son armée, et mène plusieurs expéditions pour affirmer son autorité: dans le Souss en 1882 et en 1886, dans le Rif en 1887, au Tafilalet en 1893. Il fractionne les délégations de pouvoirs qu'il est amené à accorder. Il se concilie certaines confréries et utilise leur influence dans les zones insoumises,.
Le pays fait l’objet de convoitises des différentes puissances impérialistes. La France, l’Espagne, le Royaume-Uni et l’Allemagne ont des visées sur le royaume chérifien. Il tente de jouer ces pays les uns contre les autres. Il est confronté aux privilèges qui ont été accordés aux consuls étrangers mais aussi à leur personnel local, exonéré d'impôt. Ce système dit des protégés donnent lieu à des abus par les autorités consulaires des pays étrangers. Lors de la conférence de Madrid de 1880, il ne réussit pas à résoudre ce système des protégés, même s'il obtient quelques garanties pour limiter les abus, et est amené à accorder aux puissances étrangères le droit de posséder des terres et des biens sur son territoire (mais un article additionnel au traité résultant de cette conférence internationale soumet ces acquisitions à l'accord du sultan). Le Maroc accroît également son endettement sous son règne,,,. Il meurt en 1894 à 58 ans au cours d'une expédition contre les Zemmours[réf. nécessaire], en ayant toutefois réussi à préserver l'intégrité territoriale du pays. Il est enterré sept jours après sa mort à Rabat dans la qoubba de son ancêtre le sultan Mohammed ben Abdallah,, qui fait actuellement parti du Dar el-Makhzen.

## Mariages, concubines et enfants
Le sultan Moulay Hassan I se maria à huit reprises et eut un harem de concubines esclaves. Voici la liste de sa descendance, sont d’abords énumérer sa descendance avec ses épouses, :
- La princesse Lalla Zaynab bint Abbas[14],[15],[16], leur mariage eut lieu avant 1875[17]. Elle est la fille du prince Moulay Abbas ben Abderrahmane, sa mère est une femme nommée Maimouna[14]. Ensemble, ils eurent:

1. Sidi Mohammed[14],[18], l’ainé des fils de Moulay Hassan I, il est l’héritier de son père jusqu’à sa rébellion, où il fut alors évincé[19];
2. Moulay Zain al Abdine[14].

- Lalla Aliya al-Settatiya[20],[21], leur mariage eut lieu avant 1876[22]. Ensemble, ils eurent:

1. Le sultan Moulay Abdelhafid.

- Lalla Khadija bint al-Arbi[12], ensemble ils eurent:

1. Moulay Abderrahmane[23];
2. Moulay al-Kabir[23].

- Lalla Zohra bint al-Hajj Maathi[12], ensemble ils eurent:

1. Moulay Bil-Ghayth[24];
2. Moulay Abou Bakar[24].

- La chérifa Lalla Ruqaya Al Amrani[19],[25]: épouse favorite du sultan, elle est issue d’une illustre famille marocaine, la famille Al Amrani. Après la disgrâce de son fils ainé, Sidi Mohammed, le sultan Moulay Hassan I s’empressa de nommer Moulay Abdelaziz héritier officiel de la couronne[19]. La postérité retint que les époux eurent pour enfants :

1. Lalla Oum Kelthoum[26];
2. Lalla Nezha[26];
3. Le sultan Moulay Abdelaziz;
4. Lalla Chérifa[26];
5. Moulay Abdelkébir[25].

- Lalla Kinza al-Daouia[27] : elle divorça du sultan et se remaria à Abdallah al-Daouia puis à Mohammed el-Talba[27]. De son mariage au sultan elle eut:

1. Moulay al-Mamun[27], il est le père de la princesse Lalla Hanila bint Mamoun[28];
2. Moulay al-Amin[27];
3. Moulay Othman[27];
4. Moulay Mohammed al-Anwar[27].

- Lalla Oum al-Khair[29], son nom de famille n'est pas retenu, ensemble ils eurent:

1. Moulay Abdallah[29], mort le 15 décembre 1883[29];
2. Des jumeaux, le sultan Moulay Youssef[30] et le prince Moulay Mohammed el-Tahar[30],[29], ce dernier est le père de la princesse Lalla Abla[30], la mère du roi Hassan II;
3. Moulay Jaafar[29];
4. Sidi Mohammed el Saguir[29];
5. Moulay Talib[29];

- Lalla Oum Zayda[31], son nom de famille n'est pas retenu, ensemble ils eurent:

1. Moulay Mohammed al-Mehdi[31];
2. un autre fils nommer Abdallah[31];
3. Lalla Abla[31].

Le sultan Moulay Hassan I est également le père de la princesse Lalla Fatima Zahra (morte en 1894), qui fut une femme de lettre et faqîha.
Moulay Hassan I eut un harem de concubines esclaves, cependant le nombre précis de ses concubines esclaves est largement ignoré, ce qui laisse la place à des spéculations. Seules les identités partielles de neuf de ses concubines esclaves originaires du Caucase nous sont parvenues. Sa descendance avec ces dernières n’est pas précisée :
- Aicha (Ayesha)[34] : elle est une concubine esclave d’origine géorgienne. Achetée à Constantinople en 1876 par le vizir Sidi Gharnat[34], elle fut la favorite du sultan Moulay Hassan I[34] durant les seize années où elle demeura au sein de son harem[34].

- Nour[35] : esclave circassienne achetée en Turquie par Hadj El Arbi Brichi[35] et offerte au sultan en tant que concubine esclave. Elle est probablement la belle circassienne achetée 25 000 francs au bazar de Constantinople[35]. Mais la date ou elle rejoint le harem du sultan n’est pas précisée.

Suchet ajoute un "lot" de quatre autres circassiennes de grande beauté et de talents accomplis achetées 100 000 francs en 1878 au Caire et encore 3 autres concubines esclaves circassiennes, sans plus de détails.

## Hommage
- Université Hassan-Ier de Settat.